# Koszmosz–56
A Koszmosz–56 (oroszul: Космос 56) Koszmosz műhold, a szovjet műszeres műhold-sorozat tagja. Háromfokozatú kísérleti telekommunikációs műhold, típusa Sztrela-1 (Стрела-1), valamint a harmadik fokozat geofizikai egység.

## Küldetés
Az Interkozmosz program keretében a hordozórakéta utolsó fokozatának az – INTEROBS-program keretében összehangolt, folyamatos, geofizikai célú optikai megfigyelését végezték Bulgária, Lengyelország, Magyarország, az NDK, Románia és a Szovjetunió 26 megfigyelőállomásáról.

## Jellemzői
Katonai és polgári (tudományos) rendeltetésű, az OKB-10 (oroszul: Опытно-конструкторское бюро) tervezőirodában kifejlesztett műhold. Üzemeltetője a moszkvai MO (Министерство обороны), a Honvédelmi Minisztérium.
1965. február 21-én a Bajkonuri űrrepülőtér indítóállomásról egy Koszmosz-3 (8K65) típusú hordozórakétával juttatták Föld körüli pályára. Az orbitális egység pályája közeli kozmikus térségű, 104,5 perces, 56 fokos hajlásszögű, az elliptikus pálya perigeuma 261 kilométer, apogeuma 1687 kilométer volt. Hasznos tömege 50 kilogramm. A sorozat felépítését, szerkezetét, alapvető fedélzeti rendszereit tekintve egységesített, szabványosított tudományos-kutató űreszköz. Áramforrása kémiai akkumulátor és napelemek kombinációja.
A három műholdat – Koszmosz–54, Koszmosz–55 és Koszmosz–56 – egyetlen hordozórakétával juttatták pályára. Katonai és kormányzati híradástechnikai feladatok ellátására tervezték, készítették. A Szovjetunió európai – Távol-keleti, illetve tengeri (hadiflotta, kereskedelmi flotta) összeköttetésének felgyorsítását szolgálta. Rádióüzenetek vételére (vevő), lejátszására (adó) szolgáltak.
Az optikai ellenőrzés céljából pályamódosítást hajtott végre. Az orbitális egység pályája közeli kozmikus térségű, 89,42 perces, 55.96 fokos hajlásszögű, elliptikus pálya perigeuma 189 kilométer, apogeuma 308 kilométer volt.
1967. november 2-án belépett a légkörbe és megsemmisült.